# Championnat de baseball de Porto Rico 2010-2011
Navigation
2009-2010 2011-2012
Le Championnat de baseball de Porto Rico 2010-2011 est la 72e édition de cette compétition rassemblant l'élite des clubs porto ricains de baseball.
Le coup d'envoi de la saison est donné le 22 octobre 2010.
Les Criollos de Caguas remportent le titre en s'imposant en série finale face aux Leones de Ponce.

## Clubs
| \| Criollos de Caguas Gigantes de Carolina Indios de Mayagüez Leones de Ponce Senadores de San Juan \| Localisation des clubs engagés dans le championnat. |
| Criollos de Caguas Gigantes de Carolina Indios de Mayagüez Leones de Ponce Senadores de San Juan                                                           |

- Criollos de Caguas (Caguas)
- Gigantes de Carolina (Carolina)
- Indios de Mayagüez (Mayagüez)
- Leones de Ponce (Ponce)
- Senadores de San Juan (San Juan)

## Saison régulière
| Pl. | Équipe   | J  | V  | D  | %    | GB  |
| --- | -------- | -- | -- | -- | ---- | --- |
| 1   | Caguas   | 47 | 31 | 16 | .660 | -   |
| 2   | Ponce    | 48 | 29 | 19 | .604 | 2½  |
| 3   | Carolina | 48 | 27 | 21 | .563 | 4½  |
| 4   | San Juan | 48 | 20 | 28 | .417 | 11½ |
| 5   | Mayaguëz | 47 | 12 | 35 | .255 | 19  |

## Séries éliminatoires
| Pl. | Équipe   | J  | V | D | %    | GB |
| --- | -------- | -- | - | - | ---- | -- |
| 1   | Ponce    | 12 | 9 | 3 | .750 | -  |
| 2   | Caguas   | 12 | 6 | 6 | .500 | 3  |
| 3   | San Juan | 12 | 6 | 6 | .500 | 3  |
| 4   | Carolina | 12 | 3 | 9 | .250 | 6  |

Match de barrage

17 janvier
- Caguas 2-1 San Juan

## Série finale
Elle se joue au meilleur des sept rencontres à partir du 19 janvier:
| Match | Date       | Lieu   | Visiteur           | Hôte               | Score      |
| ----- | ---------- | ------ | ------------------ | ------------------ | ---------- |
| 1     | 19 janvier | Caguas | Leones de Ponce    | Criollos de Caguas | 6 - 7 (11) |
| 2     | 21 janvier | Ponce  | Criollos de Caguas | Leones de Ponce    | 0 - 1      |
| 3     | 22 janvier | Caguas | Leones de Ponce    | Criollos de Caguas | 6 - 7 (15) |
| 4     | 23 janvier | Ponce  | Criollos de Caguas | Leones de Ponce    | 1 - 4      |
| 5     | 25 janvier | Caguas | Leones de Ponce    | Criollos de Caguas | 4 - 2      |
| 6     | 26 janvier | Ponce  | Criollos de Caguas | Leones de Ponce    | 7 - 2      |
| 7     | 28 janvier | Caguas | Leones de Ponce    | Criollos de Caguas | 5 - 7      |